# 布夫莱本
布夫莱本（德語：Bufleben，發音：[ˈbuːfˌleːbn̩]）是德国图林根州哥达县曾经的一个市镇，面积13.15平方千米，2017年12月31日人口为1,010人。2019年1月1日，布夫莱本与另外10个市镇合并为新市镇内瑟塔尔。